# Augusto Paolo Lojudice
Augusto Paolo Lojudice (Roma, 1º luglio 1964) è un cardinale e arcivescovo cattolico italiano, dal 6 maggio 2019 arcivescovo metropolita di Siena-Colle di Val d'Elsa-Montalcino e dal 21 luglio 2022 vescovo di Montepulciano-Chiusi-Pienza.

## Biografia
Augusto Paolo Lojudice è nato il 1º luglio 1964 a Roma. La sua famiglia ha origini pugliesi (precisamente di Palombaio, frazione di Bitonto) e calabresi (precisamente di Falerna), per parte paterna, e marchigiane (precisamente di Fermignano), per parte materna. Il padre era un pittore, mentre la madre è una dirigente delle Poste in pensione. È cresciuto nel quartiere romano di Torre Maura, dove già da giovane ha maturato la sua vocazione a contatto con le realtà giovanili ed ecclesiali del territorio come la parrocchia di Nostra Signora del Suffragio (oggi parrocchia di Nostra Signora del Suffragio e Sant'Agostino di Canterbury), dove operavano anche le omonime Suore minime di Nostra Signora del Suffragio.

### Formazione e ministero sacerdotale
Dopo la maturità classica, conseguita nel 1983 al Liceo San Benedetto da Norcia (poi Liceo Ginnasio Immanuel Kant), ha compiuto gli studi in preparazione al sacerdozio nel Pontificio Seminario Romano Maggiore e nella Pontificia Università Gregoriana conseguendo la licenza in Teologia Fondamentale.
Il 29 ottobre 1988 è ordinato diacono, nella Basilica di San Giovanni in Laterano, per imposizione delle mani del cardinale Ugo Poletti, Vicario generale di Sua Santità per la diocesi di Roma ed arciprete della stessa basilica, che il 6 maggio 1989 gli ha conferito anche l'ordinazione sacerdotale; è stato incardinato, poco meno che venticinquenne, come presbitero della stessa diocesi.
È divenuto dunque vicario parrocchiale della parrocchia di Santa Maria del Buon Consiglio fino al 1992, quando è stato nominato vicario parrocchiale della parrocchia di San Vigilio. Nel 1997 è stato nominato parroco della parrocchia di Santa Maria Madre del Redentore a Tor Bella Monaca, dove è rimasto fino al 2005 per divenire direttore spirituale nel Pontificio Seminario Romano Maggiore. Nel 2014 è stato nominato parroco della parrocchia di San Luca Evangelista al Prenestino-Labicano.

### Ministero episcopale e cardinalato

#### Vescovo ausiliare di Roma

Stemma da vescovo ausiliare di Roma

Il 6 marzo 2015 papa Francesco lo ha nominato, cinquantenne, vescovo ausiliare di Roma, assegnandogli contestualmente la sede titolare di Alba Marittima. Ha ricevuto l'ordinazione episcopale il successivo 23 maggio, nella basilica di San Giovanni in Laterano, per imposizione delle mani del cardinale Agostino Vallini, vicario generale di Sua Santità per la diocesi di Roma ed arciprete della stessa basilica, assistito dai co-consacranti monsignori Romano Rossi, vescovo di Civita Castellana, e Paolino Schiavon, vescovo titolare di Trevi ed ausiliare di Roma. È stato incaricato per il settore sud della diocesi e, pertanto, ha ricoperto anche l'ufficio di vicario generale della sede suburbicaria di Ostia. Come suo motto episcopale il neo vescovo Lojudice ha scelto Mihi fecistis (Mt 25, 40), che tradotto vuol dire "Lo avete fatto a me".
È membro della Commissione episcopale per le migrazioni della Conferenza Episcopale Italiana, all'interno della quale ha ricoperto l'incarico di segretario.

#### Arcivescovo di Siena-Colle di Val d'Elsa-Montalcino e vescovo di Montepulciano-Chiusi-Pienza

Stemma da arcivescovo di Siena-Colle di Val d'Elsa-Montalcino

Il 6 maggio 2019 papa Francesco lo ha nominato, cinquantaquattrenne, arcivescovo metropolita di Siena-Colle di Val d'Elsa-Montalcino; è succeduto a monsignor Antonio Buoncristiani, dimessosi per raggiunti limiti di età. Il 16 giugno successivo ha preso possesso dell'arcidiocesi.
Il 29 giugno seguente, giorno della solennità dei Santi Pietro e Paolo, si è recato presso la basilica di San Pietro in Vaticano, dove il pontefice gli ha consegnato il pallio, simbolo di comunione tra la Santa Sede e il metropolita, che gli è stato imposto il 13 ottobre dello stesso anno nella cattedrale metropolitana di Siena da monsignor Emil Paul Tscherrig, arcivescovo titolare di Voli e nunzio apostolico in Italia.
Il 25 ottobre 2020, durante l'Angelus, papa Francesco ha annunciato la sua creazione a cardinale nel concistoro del 28 novembre seguente; cinquantaseienne, è il nono arcivescovo di Siena a ricevere la Porpora cardinalizia nella storia della Chiesa, a distanza di quasi 200 anni dalla morte dell'ultimo cardinale senese Antonio Felice Zondadari. 
Il 16 dicembre successivo è stato nominato membro della Congregazione per i vescovi, decadendo dall'incarico il 21 aprile 2025 con la morte di papa Francesco.
Il 2 giugno 2021 ha preso possesso del titolo cardinalizio di Santa Maria del Buon Consiglio, titolo che insiste sulla chiesa della parrocchia in cui era stato vicario parrocchiale.
Il 21 dicembre 2021 è stato nominato rappresentante della Santa Sede presso la comunità di Nomadelfia dalla Congregazione per il clero, per un quinquennio rinnovabile a partire dal 1º gennaio 2022.
Il 24 maggio 2022 l'assemblea generale dei vescovi italiani ha votato una terna di nomi da indicare a papa Francesco come presidente della CEI; oltre a lui sono stati votati il vescovo Antonino Raspanti e il cardinale Matteo Maria Zuppi, che poi è stato scelto dal Papa.
Il 21 luglio 2022, avendo papa Francesco unito in persona episcopi l'arcidiocesi di Siena-Colle di Val d'Elsa-Montalcino con la diocesi di Montepulciano-Chiusi-Pienza, è stato nominato vescovo anche di quest'ultima sede; è succeduto a Stefano Manetti, precedentemente nominato vescovo di Fiesole. Il 3 settembre seguente ha preso possesso della diocesi.
Il 2 giugno 2023 papa Francesco lo ha nominato giudice della Corte di cassazione dello Stato della Città del Vaticano, con decorrenza dal 1º gennaio 2024.
Il 2 settembre 2024 è stato eletto presidente della Conferenza episcopale toscana succedendo al cardinale Giuseppe Betori.
Il 7 e 8 maggio 2025 ha partecipato come cardinale elettore al conclave che ha portato all'elezione di papa Leone XIV.

## Genealogia episcopale
La genealogia episcopale è:
- Cardinale Scipione Rebiba
- Cardinale Giulio Antonio Santori
- Cardinale Girolamo Bernerio, O.P.
- Arcivescovo Galeazzo Sanvitale
- Cardinale Ludovico Ludovisi
- Cardinale Luigi Caetani
- Cardinale Ulderico Carpegna
- Cardinale Paluzzo Paluzzi Altieri degli Albertoni
- Papa Benedetto XIII
- Papa Benedetto XIV
- Cardinale Enrico Enriquez
- Arcivescovo Manuel Quintano Bonifaz
- Cardinale Buenaventura Córdoba Espinosa de la Cerda
- Cardinale Giuseppe Maria Doria Pamphilj
- Papa Pio VIII
- Papa Pio IX
- Cardinale Alessandro Franchi
- Cardinale Giovanni Simeoni
- Cardinale Vincenzo Vannutelli
- Cardinale Giovanni Battista Nasalli Rocca di Corneliano
- Cardinale Marcello Mimmi
- Arcivescovo Giacomo Palombella
- Cardinale Michele Giordano
- Cardinale Agostino Vallini
- Cardinale Augusto Paolo Lojudice